# Lacul de acumulare Ghidighici
Lacul Ghidighici (uneori Lacul Sireți-Ghidighici, supranumit și Marea Sireților sau Marea Chișinăului) este un lac de acumulare situat la 5 km nord-vest de Chișinău, în partea centrală a Republicii Moldova.

## Istoric
În anul 1963, pe cursul mijlociu al Bâcului, s-au finisat lucrările de construcție a barajului actual, care reține unul dintre cele mai mari lacuri din republică. În acele timpuri, teritoriul actualei republici era parte componentă a URSS, sub numele de RSS Moldovenească. Prim-secretarului CC al Partidului Comunist al RSS Moldovenești de atunci, Ivan Bodiul, îi aparține ideea construirii acestui bazin acvatic.

## Aspecte geografice
Lacul Sireți-Ghidighici se află în centrul țării, într-o vale mare. Localitățile pe care le scaldă sunt: Sireți, Cojușna, Ghidighici, Roșcani și orașul Vatra.
Oglinda apei lacului măsoară 8,03 km² (803 ha). Lacul recepționează râuri și râulețe de pe o suprafață de 835 km², cel mai mare dintre acestea este râul Sireți, care confluențează cu lacul în partea sudică a acestuia.

## Galerie

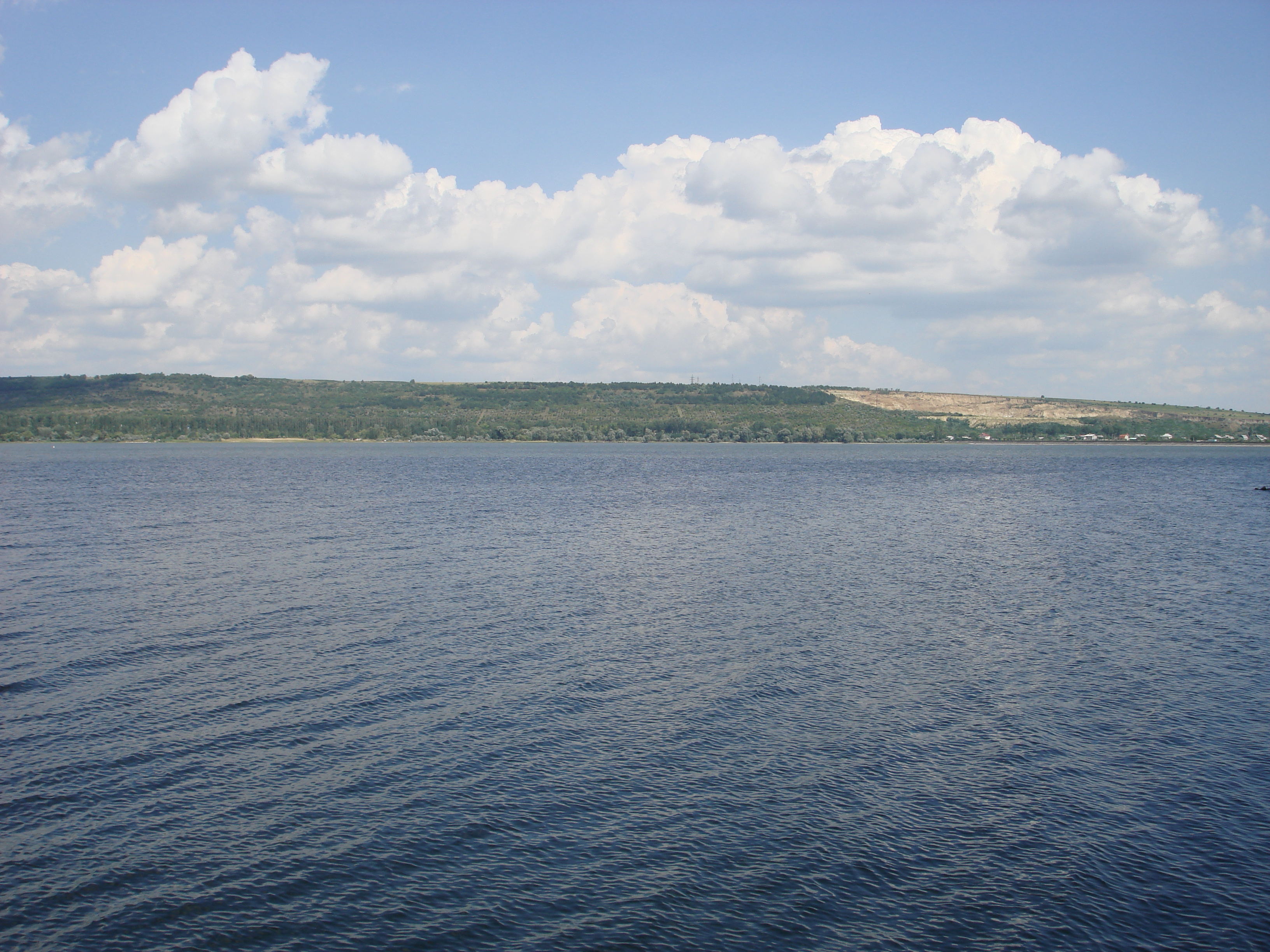
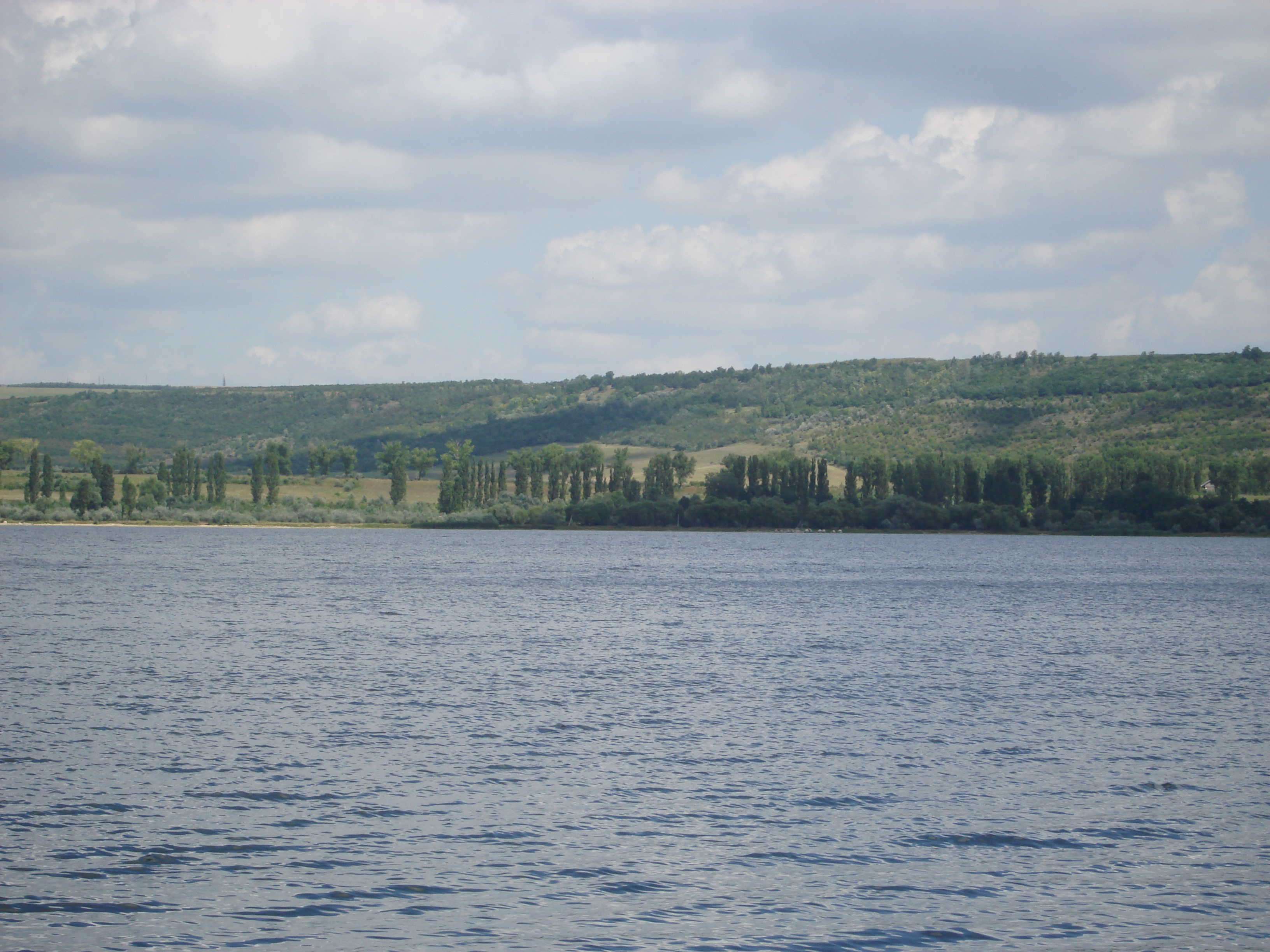
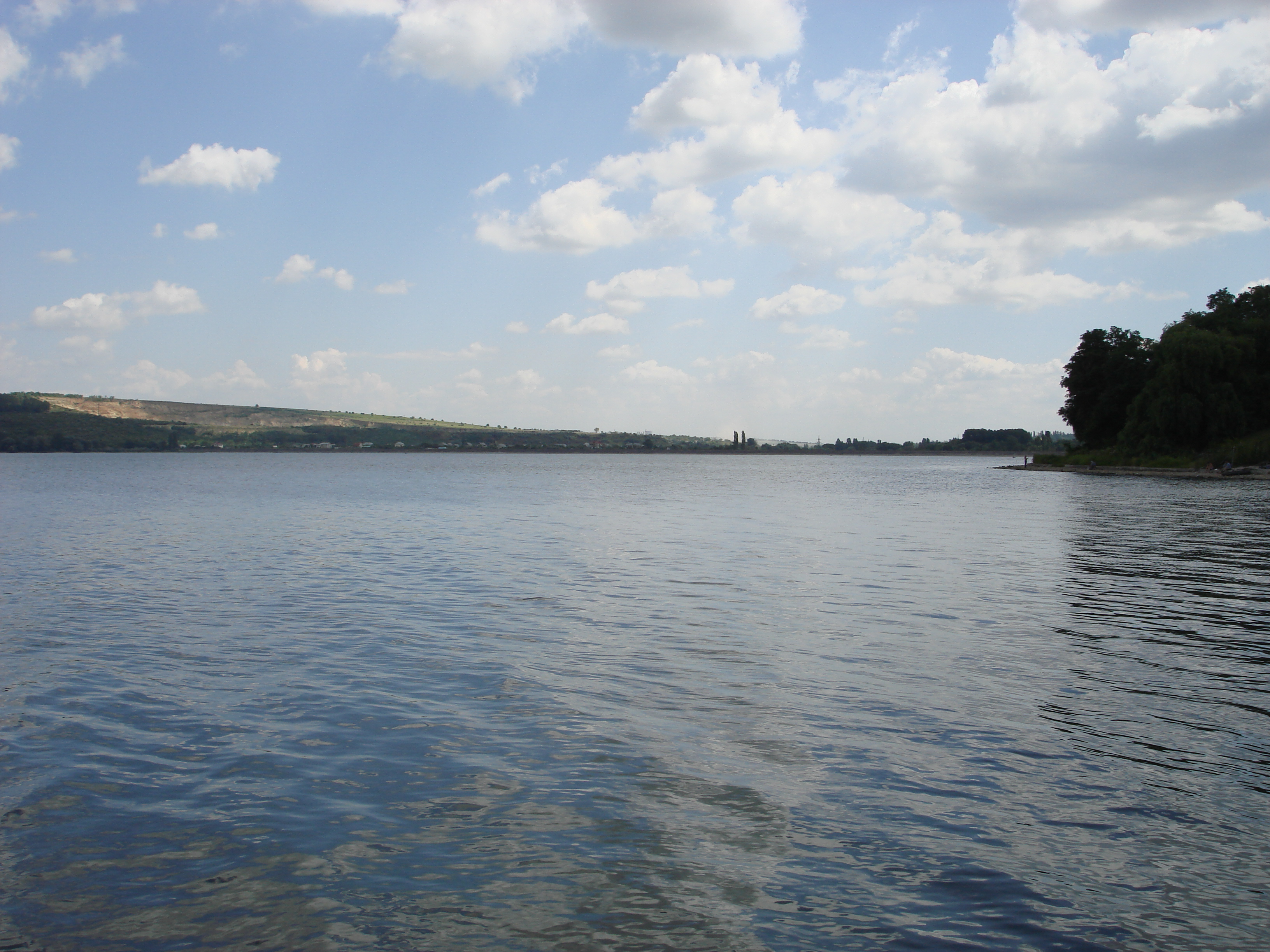
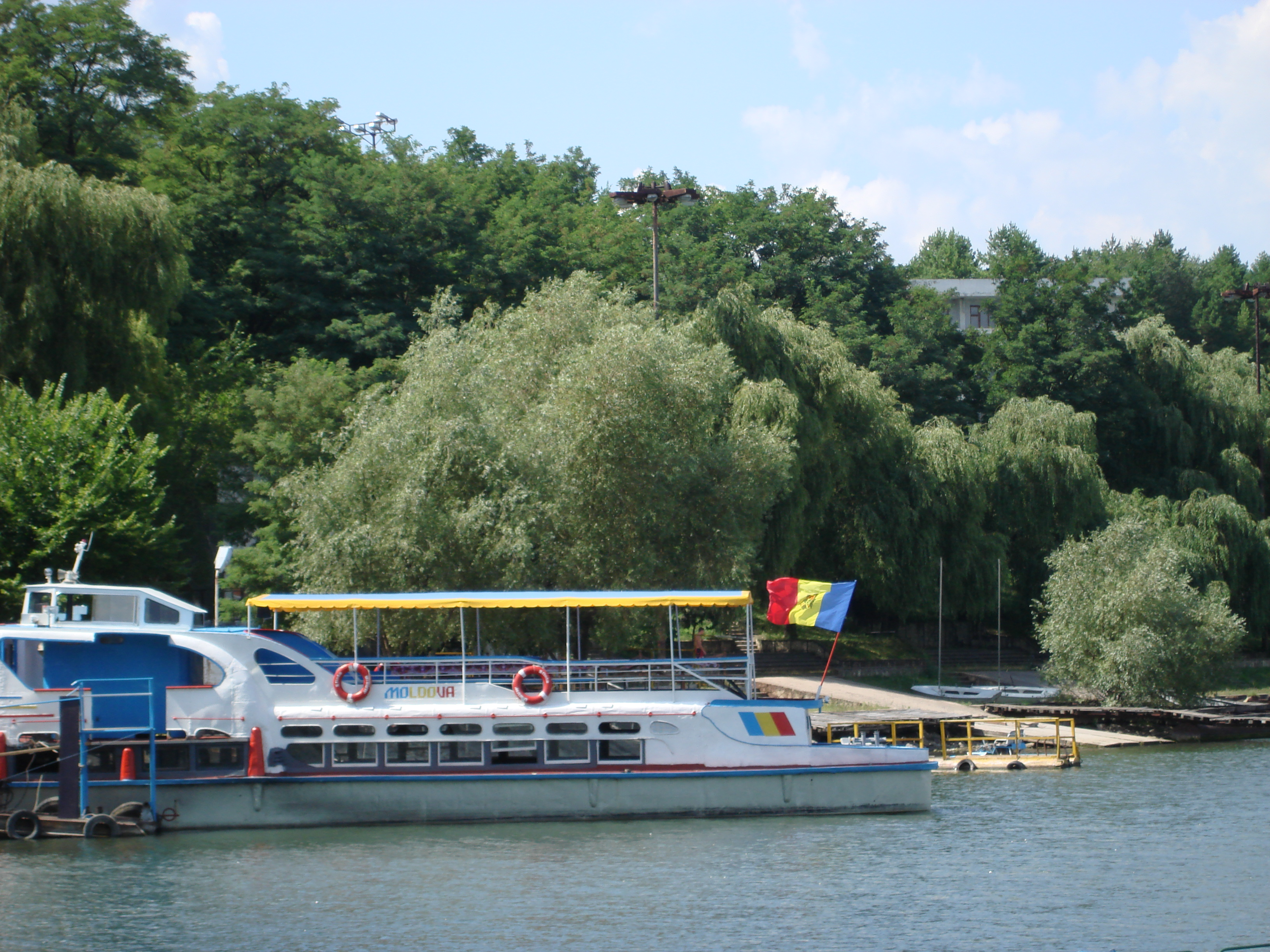
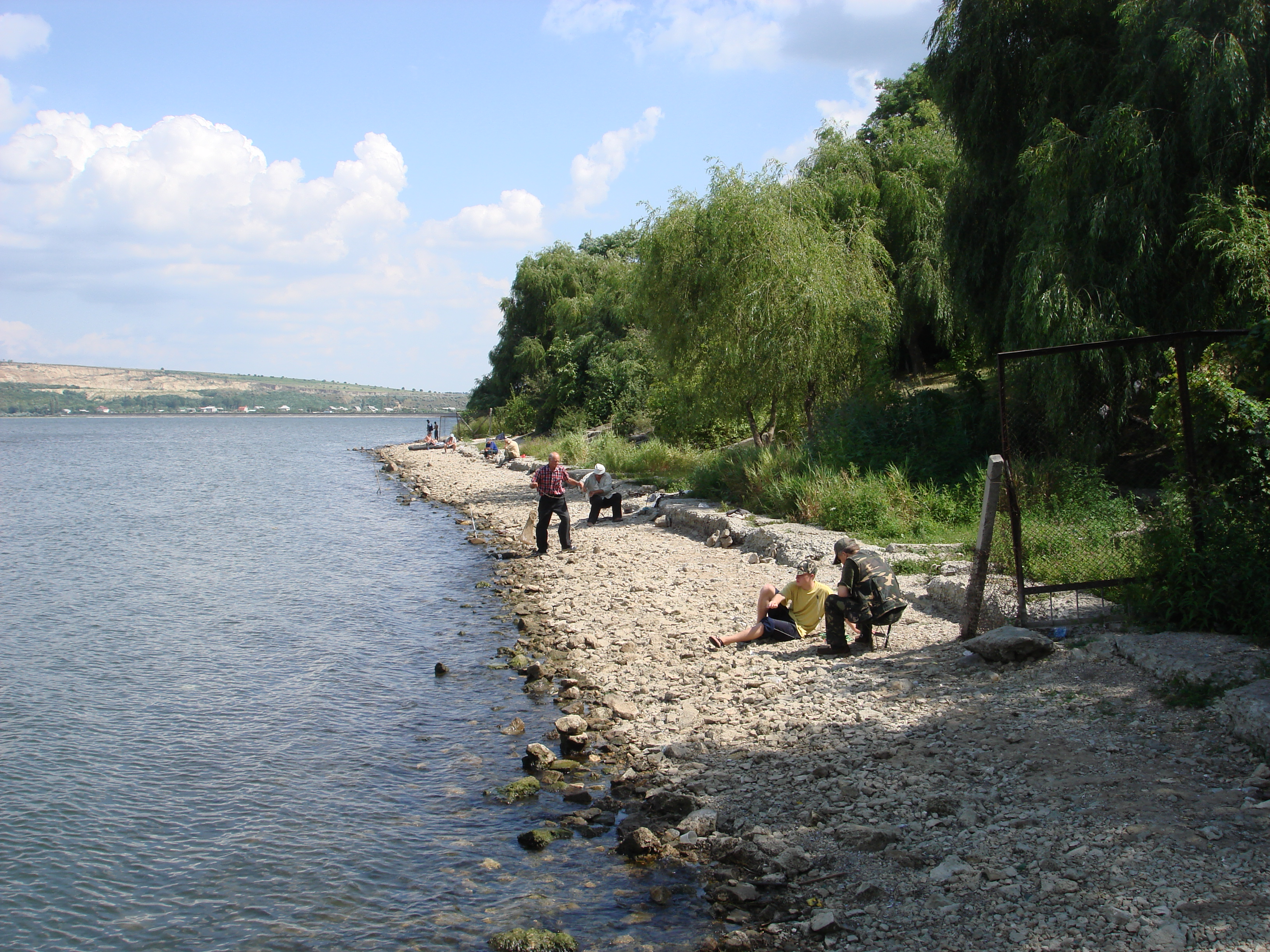
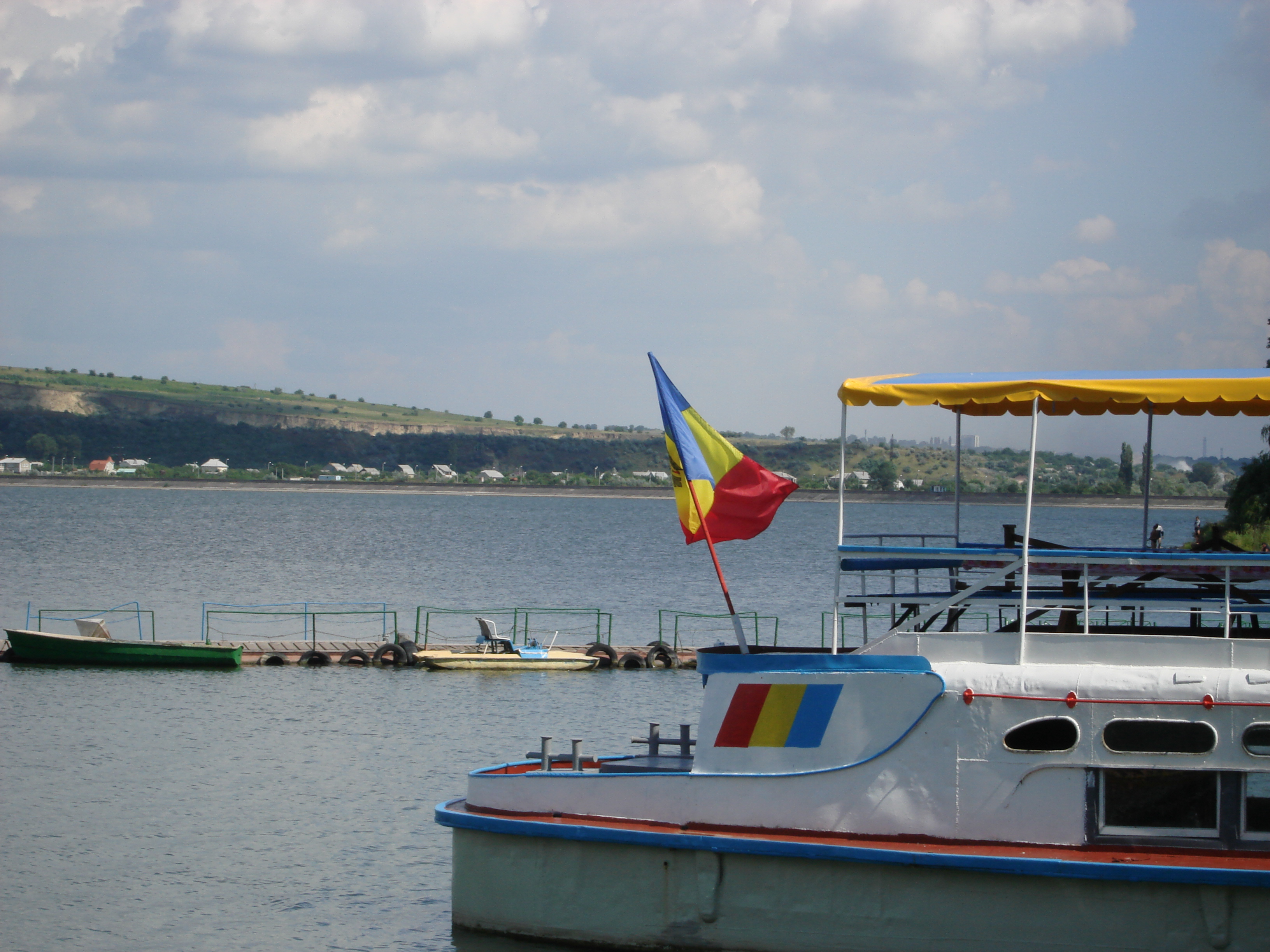
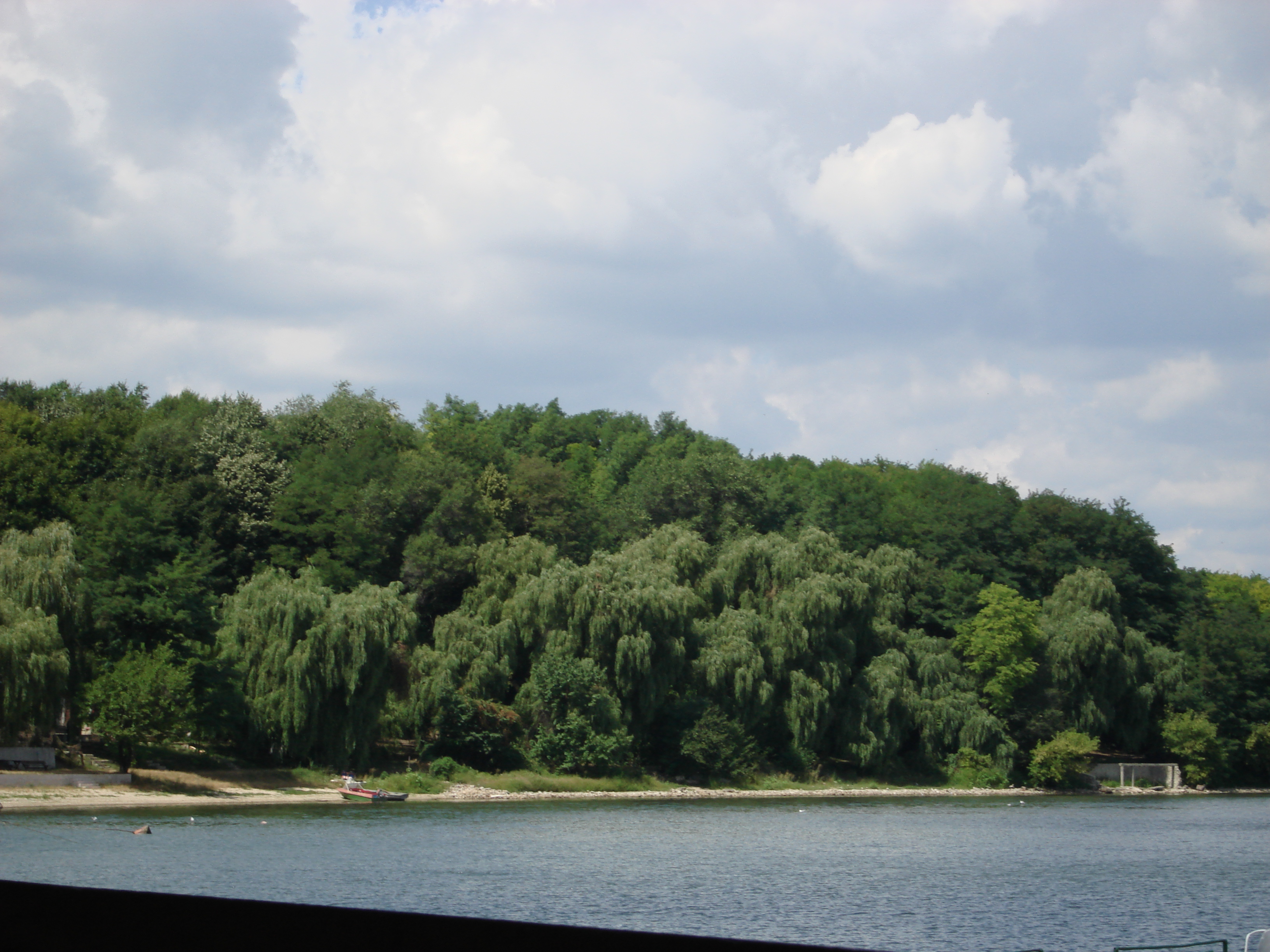